# 満洲里口岸
満洲里口岸（まんしゅうり こうがん）は中華人民共和国内モンゴル自治区満洲里市とロシア連邦アムール州ザバイカリエ地方ザバイカリスクの間に位置する出入国検査場。
フルンボイル大草原の西部、中露蒙3国の国境地帯（三国国境）に位置し、北はロシア、西はモンゴルと接している。中国とロシア及び旧ソ連各国の国際貨物輸送の要衝であり、取り扱い貨物量は全国第1位となっている。2005年の貨物取り扱い量は1,752万トン、旅客数は延べ181万人である。
中露間の陸上輸送の65%は満州里と言われている。

## 鉄道
鉄道による国境は1901年に設置された。中国側の鉄道は標準軌が採用されているのに対し、ロシア側は広軌を採用しているため貨物の積み替えが実施されている。

## 道路
道路による国境は1998年に設置され、制限区域64万平方メートル、貨物検査区が34万平方メートルの敷地に3本の貨物検査ゲートが設置されている。また旅客検索は30万平方、検査ゲートは16本となっている。